# غونزالو بيوفي
غونزالو بيوفي (بالإسبانية: Gonzalo Piovi)‏ (8 سبتمبر 1994 بمورون في الأرجنتين - ) هو لاعب كرة قدم أرجنتيني في مركز الدفاع. لعب مع فيليز سارسفيلد.

## روابط خارجية
- غونزالو بيوفي على موقع قاعدة بيانات كرة القدم.إي يو (الإنجليزية)
- غونزالو بيوفي على موقع Soccerway.com (الإنجليزية)